# Amoya signatus
 Amoya signatus  es una especie de peces de la familia de los Gobiidae en el orden de los Perciformes.

## Morfología
Los machos pueden llegar a alcanzar los 5,5 cm de longitud total.

## Hábitat
Es un pez de mar y de clima subtropical y demersal.

## Distribución geográfica
Se encuentra en el Índico occidental: Mozambique y Reunión. 

## Observaciones
Es inofensivo para los humanos. 